# جاريت براون
جاريت براون (بالإنجليزية: Jarrett Brown)‏ هو لاعب كرة قدم أمريكية ولاعب كرة قدم كندية أمريكي، ولد في 23 يناير 1986 في ويست بالم بيتش في الولايات المتحدة.